# Бедонь
Бедонь (пол. Bedoń) — остановочный пункт в селе Бедонь-Пшикосцельны в гмине Андресполь, в Лодзинском воеводстве Польши. Имеет 4 платформы и 4 пути.
Остановочный пункт построен в 1927 году, обслуживает перевозки на линиях: Лодзь-Фабричная — Колюшки и Лодзь-Калиская — Дембица.